# Gastón Ferrante
Gastón Maximiliano Ferrante (Castelar, Provincia de Buenos Aires, 27 de febrero de 1988) es un piloto argentino de automovilismo. Compitió a nivel nacional en categorías como el Top Race Series, el TC Mouras y el TC Pista. En la segunda, consiguió proclamarse campeón en el año 2009 a bordo de un Ford Falcon, atendido por la escudería de Sergio Guarnaccia.
Había debutado en el año 2008, compitiendo en las categorías TC Mouras (donde debutó con un Dodge Cherokee) y Top Race Series (Ford Mondeo). En esta última, compitió en tres temporadas. En el año 2009, continua en el TC Mouras donde al comando de un Ford Falcon consigue alzarse con su primer título nacional al ganar el campeonato de esa categoría. Esta consagración le permitió el ascenso al TC Pista donde debutó en el año 2010, cambiando al mismo tiempo de marca, al pasar a competir con un Chevrolet Chevy, primero, dentro de la escudería JC Competición y unas carreras más tarde, con una unidad propiedad del equipo de Emilio Satriano. A mediados del año 2010, ingresó a la escudería AA Racing, equipo regenteado por Alejandro Berganza y Juan Cruz Aventín, para encarar el torneo de 2011. Finalmente, en el año 2011 al finalizar la etapa regular se desvincularía de esta escudería, creando su propia estructura, la Scudería Ferrante, con la que compitió en el TC Pista, hasta finales de 2012 cuando se incorporó al equipo Donto Racing, siempre a bordo de un Chevrolet Chevy.

## Trayectoria
| Año       | Categoría                  | Marca                |
| --------- | -------------------------- | -------------------- |
| 2005-2007 | Piloto de karts            | Karting              |
| 2008      | Debut en TC Mouras         | Dodge Cherokee       |
| 2008      | Debut en TC Mouras         | Ford Falcon          |
| 2008      | Debut en Top Race Junior   | Ford Mondeo II       |
| 2009      | Campeón TC Mouras          | Ford Falcon          |
| 2009      | Top Race Junior            | Ford Mondeo II       |
| 2010      | Debut en TC Pista          | Chevrolet Chevy      |
| 2010      | Top Race Junior, 1 carrera | Chevrolet Vectra II  |
| 2011      | TC Pista                   | Chevrolet Chevy      |
| 2011      | TC Mouras, invitado        | Ford Falcon          |
| 2012      | TC Pista                   | Chevrolet Chevy      |
| 2012      | Top Race V6, 1 carrera     | Volkswagen Passat CC |
| 2013      | TC Pista                   | Chevrolet Chevy      |
| 2013      | TC Mouras, invitado        | Chevrolet Chevy      |
| 2014      | TC Pista                   | Chevrolet Chevy      |
| 2014      | TC Mouras, invitado        | Chevrolet Chevy      |
| 2015      | TC Pista                   | Chevrolet Chevy      |

### Trayectoria en Top Race
| Temporada         | Categoría       | Vehículo             | Equipo                 | Posición final     |
| ----------------- | --------------- | -------------------- | ---------------------- | ------------------ |
| 2008              | Top Race Junior | Ford Mondeo II       | Guarnaccia Competición | 30.º (7.00 puntos) |
| 2009              | Top Race Junior | Ford Mondeo II       | Guarnaccia Competición | 24º (16.00 puntos) |
| Copa América 2010 | Top Race Junior | Chevrolet Vectra II  | UTN Competición        | 24º (6.00 puntos)  |
| 2012              | Top Race V6     | Volkswagen Passat CC | Tauro Sport Team       | 22º (0.00 puntos)  |

### Resultados completos en TC Mouras
| Año                    | Año            | Fechas | Fechas | Fechas | Fechas | Fechas | Fechas | Fechas | Fechas | Fechas | Fechas | Fechas | Fechas | Fechas | Fechas | Posición final     |  |
| Equipo                 | Automóvil      | Fechas | Fechas | Fechas | Fechas | Fechas | Fechas | Fechas | Fechas | Fechas | Fechas | Fechas | Fechas | Fechas | Fechas | Posición final     |  |
| ---------------------- | -------------- | ------ | ------ | ------ | ------ | ------ | ------ | ------ | ------ | ------ | ------ | ------ | ------ | ------ | ------ | ------------------ |  |
| 2008                   | 2008           | 01     | 02     | 03     | 04     | 05     | 06     | 07     | 08     | 09     | 10     | 11     | 12     | 13     | 14     | 19º (65.00 puntos) |  |
| Fuentes-Durante        | Dodge Cherokee | NP     | NP     | 14     | 18     |        |        |        |        |        |        |        |        |        |        | 19º (65.00 puntos) |  |
| Guarnaccia Competición | Ford Falcon    |        |        |        |        | 38     | 7º     | 31     | 16     | 6º     | 9º     | 17     | 21     | 9º     | 9º     | 19º (65.00 puntos) |  |
|                        |                |        |        |        |        |        |        |        |        |        |        |        |        |        |        |                    |  |
| 2009                   | 2009           | 01     | 02     | 03     | 04     | 05     | 06     | 07     | 08     | 09     | 10     | 11     | 12     | 13     | 14     | 1º (199.00 puntos) |  |
| Guarnaccia Competición | Ford Falcon    | 3º     | 6º     | 7º     | 1º     | 23     | 1º     | 3º     | 5º     | 5º     | 4º     | 23     | 6º     | 3º     | 7º     | 1º (199.00 puntos) |  |

## Palmarés
| Título  | Categoría | Automóvil   | Año  |
| ------- | --------- | ----------- | ---- |
| Campeón | TC Mouras | Ford Falcon | 2009 |